# دره گرم (بروجرد)
درّه گَرم روستایی است از توابع شهرستان بروجرد در استان لرستان. این روستا در دهستان اشترینان در بخش اشترینان این شهرستان قرار دارد. دسترسی به این روستا از طریق جاده‌ای در انتهای بلوار ارتش امکان‌پذیر است. این روستا درحد فاصل روستاهای گندل گیلان، گندآب و کمره علیا قرار دارد.

## جمعیت
بنابر سرشماری مرکز آمار ایران، جمعیت دره‌گرم در سال ۱۳۹۵ برابر با ۷۹ نفر بوده‌است که از این تعداد ۴۱ نفر مرد و بقیه زن بوده‌اند. دره گرم ۳۶ خانوار دارد.